# Annales Laurbanenses
Los Annales Laurbanenses o Anales de Lorvão, también conocidos como Chronicon Laurbanense y como Crónica de Lorvão, son un conjunto de seis entradas analísticas con noticias que van del año 866 al 1109. Estas noticias fueron copiadas, probablemente en el siglo XII, en el verso del primer folio del Cartulario del Monasterio de Lorvão.En el mismo folio hay una lista de abades y una breve lista de reyes de León.
Los Annales Laurbanenses son el primer texto conocido que menciona la fecha de la unción de Alfonso III de León, en Pentecostés del año 866. Los cuatro acontecimientos que siguen están todos relacionados con el territorio del actual Portugal. Los anales terminan con la mención de la muerte de Alfonso VI de León (1109).